# ×Conyzigeron
× Conyzigeron là một chi thực vật có hoa trong họ Cúc (Asteraceae).

## Loài
Chi × Conyzigeron gồm các loài: